# Campionati del mondo di ciclismo su strada 2003 - Gara in linea femminile Elite
La gara in linea femminile Elite dei Campionati del mondo di ciclismo su strada 2003 è stata corsa l'11 ottobre in Canada, nei dintorni di Hamilton, su un percorso di 124 km. L'oro andò alla svedese Susanne Ljungskog che vinse con il tempo di 3h16'06" alla media di 37,94 km/h, argento all'olandese Mirjam Melchers e a completare il podio la britannica Nicole Cooke.

## Squadre e corridori partecipanti
| N.    | Cod. | Squadra       |
| ----- | ---- | ------------- |
| 1-2   | SWE  | Svezia        |
| 3-8   | SUI  | Svizzera      |
| 9-14  | ESP  | Spagna        |
| 15-20 | AUS  | Australia     |
| 21-26 | RUS  | Russia        |
| 27-32 | FRA  | Francia       |
| 33-38 | NLD  | Paesi Bassi   |
| 39    | BLR  | Bielorussia   |
| 40-45 | ITA  | Italia        |
| 46-51 | BEL  | Belgio        |
| 52-57 | GER  | Germania      |
| 58-62 | LTU  | Lituania      |
| 63-68 | USA  | Stati Uniti   |
| 69-72 | NZL  | Nuova Zelanda |
| 73-76 | UKR  | Ukraina       |
| 77-81 | POL  | Polonia       |
| 82    | COL  | Colombia      |

| N.      | Cod. | Squadra         |
| ------- | ---- | --------------- |
| 83-84   | MEX  | Messico         |
| 85      | JAM  | Giamaica        |
| 86-87   | CZE  | Repubblica Ceca |
| 88      | DEN  | Danimarca       |
| 89      | LUX  | Lussemburgo     |
| 90-93   | GBR  | Regno Unito     |
| 94      | UZB  | Uzbekistan      |
| 95-96   | GUA  | Guatemala       |
| 97      | HUN  | Ungheria        |
| 98-101  | CHN  | Cina            |
| 102     | IRL  | Irlanda         |
| 103-108 | CAN  | Canada          |
| 109-111 | ISR  | Israele         |
| 112-114 | AUT  | Austria         |
| 115     | JPN  | Giappone        |
| 116     | NOR  | Norvegia        |

## Classifica (Top 10)
| Pos. | Corridore         | Squadra     | Tempo    |
| ---- | ----------------- | ----------- | -------- |
| 1    | Susanne Ljungskog | Svezia      | 3h16'06" |
| 2    | Mirjam Melchers   | Paesi Bassi | s.t.     |
| 3    | Nicole Cooke      | Regno Unito | s.t.     |
| 4    | Edita Pučinskaitė | Lituania    | s.t.     |
| 5    | Olga Zabelinskaia | Russia      | s.t.     |
| 6    | Jeannie Longo     | Francia     | a 4"     |
| 7    | Anita Valen       | Norvegia    | a 12"    |
| 8    | Judith Arndt      | Germania    | s.t.     |
| 9    | Bogumila Matusiak | Polonia     | a 19"    |
| 10   | Zul'fija Zabirova | Russia      | s.t.     |